# Infraero (Macapá)
Infraero é um bairro do município brasileiro de Macapá, capital do estado do Amapá. De acordo com o Instituto Brasileiro de Geografia e Estatística (IBGE), em 2010 sua população era de 9 411 habitantes e havia 2 257 domicílios particulares. No entanto, foi dividido em Infraero I e Infraero II pelo sistema de geoprocessamento da prefeitura em 2020.
Segundo o censo demográfico de 2022, realizado pelo IBGE, a população de Infraero I era de 8 212 habitantes e havia 2 234 domicílios particulares permanentes ocupados. Infraero II, por sua vez, tinha 6 038 habitantes e 1 767 domicílios particulares permanentes ocupados.